# Бэкон, Фрэнсис (художник)
Фрэ́нсис Бэ́кон (англ. Francis Bacon; 28 октября 1909, Дублин — 28 апреля 1992, Мадрид) — британский художник-экспрессионист ирландского происхождения, мастер фигуративной живописи.
Основной темой его работ является человеческое тело — искажённое, вытянутое, заключённое в геометрические фигуры, на лишённом предметов фоне. Триптих — излюбленная форма в творчестве художника: как он говорил, «я вижу изображения последовательно». Сохранилось 28 триптихов разных размеров, а несколько других было уничтожено самим Бэконом: он очень критично подходил к своим работам.
В молодости Бэкон не получил художественного образования и долгое время находился в неведении относительно своей будущей профессии, экспериментируя с различными родами деятельности, поэтому его стиль — особое смешение его собственного восприятия и ярких заимствованных образов, которые прослеживаются во многих работах художника. Переломный момент в его творчестве наступил в 1944 году с триптихом «Три этюда к фигурам у подножия распятия», который привлёк внимание публики своим ярким, грубым изображением страдания и крика и получил высокие оценки критиков. Последующие работы также вызывали значительный интерес и получали как лестные, так и отрицательные отзывы. Например, Маргарет Тэтчер назвала его «человеком, который рисует эти ужасные картины». Так или иначе, в поздний период жизни за ним прочно закрепился статус одного из ведущих британских художников XX века, и в настоящее время его работы высоко ценятся — несколько произведений входит в список самых дорогих картин.

## Биография

### Ранние годы
Фрэнсис Бэкон родился 28 октября 1909 года в Дублине в доме № 63 по улице Лоуэр Бэггот. Его отец — капитан Эдвард Мортимер Бэкон, отставной военный, занимался разведением лошадей. Он происходил из старинного, но обедневшего рода. Мать — Кристина Винифред Локсли Бэкон, урождённая Фёрт, из семьи стальных магнатов из Шеффилда. В семье было пятеро детей — три сына и две дочери, которых воспитывала няня Джесси Лайтфут. С няней Бэкона связывали дружеские отношения, продолжавшиеся до её смерти в 1951 году.
Во время Первой мировой войны семья переехала в Лондон, где отец Фрэнсиса служил в военном министерстве. В 1918 году они вернулись в Ирландию, однако там началась сначала война за независимость, а затем гражданская война. Это вынудило их постоянно менять место жительства. Из-за частых переездов, начальное образование Фрэнсиса ограничилось лишь двумя годами в школе Дин Клоуз в Челтнеме. Отец Бэкона, человек строгих нравов и пуританской морали, воспитывал сына сурово. Как вспоминал сам художник впоследствии, он заставлял его кататься верхом, хотя знал, какой губительный эффект оказывает присутствие рядом с Бэконом, страдающим хронической астмой, лошадей и собак. В 1926 году отец изгнал Фрэнсиса из дома после того, как застал его наряжающимся в одежды матери. Бэкон переехал в Лондон, где жил на 3 фунта в неделю, посылаемые ему матерью, а также перебивался случайными заработками.
В 1927 году Бэкон по настоянию отца совершил полугодовое путешествие в Берлин вместе с другом семьи Сесилом Харкорт-Смитом. Отец надеялся, что бывший военный положительно повлияет на Фрэнсиса. Однако по приезде они вступили в сексуальную связь. В Берлине Бэкон встречался с людьми искусства и посещал ночные клубы. Состоялось его знакомство с фильмами Сергея Эйзенштейна и Фрица Ланга. Как он сам отмечал позже, их работы оказали на него большое влияние, особенно «Метрополис» и «Броненосец Потёмкин». Следующие полтора года Бэкон провёл во Франции, проживая у своей знакомой пианистки мадам Бокентен в Шантийи. Он изучал французский язык и посещал художественные выставки. Посетив выставку Пикассо в галерее Поля Розенберга в Парижe, Бэкон решил также заняться живописью. В начале 1929 года Бэкон возвратился в Лондон, поселился в доме № 17 по улице Куинсбери Мьюс Уэст в Южном Кенсингтоне и занялся дизайном интерьеров. В августе 1930 его работы появились в журнале «The Studio» как примеры «1930 года в британском декоративном искусстве». Тогда же Бэкон познакомился с Эриком Холлом, который на долгое время стал его любовником и спонсором, и Роем де Мейстром, австралийским художником-кубистом, с которым впервые опробовал рисование маслом. В конце 1930 года он вновь посетил Берлин, где получил большой заказ на дизайн и реставрацию мебели. В апреле 1933 года он среди прочих художников принял участие в выставке в Мейор Гэллери, и его картина «Распятие, 1933», созданная под влиянием творчества Пикассо, была приобретена коллекционером Майклом Сэдлером. Однако, последующие работы были приняты хуже: картины и рисунки, выставленные в феврале 1934 года на его персональной экспозиции, продавались плохо и были отмечены негативной рецензией в «Таймс», а летом 1936 года ему отказали кураторы Международной Сюрреалистической выставки, сочтя его работы «недостаточно сюрреалистическими». После ряда неудач, Бэкон уничтожил большинство своих работ и некоторое время не занимался живописью.
В 1935 году Бэкон вновь посетил Париж. В дороге он приобрёл книгу о болезнях ротовой полости — увиденные картинки оказали большое воздействие на его дальнейшее творчество. В 1937 он принял участие в выставке, проведённой Холлом и де Мейстром, и познакомился с Грэхемом Сазерлендом.
В 1940 году умер его отец, и Бэкон унаследовал всё имущество, так как его братьев к тому моменту уже не было в живых.
Во время Второй мировой войны Бэкон не был призван в регулярную армию из-за хронической астмы, но добровольно служил в частях гражданской обороны. Однако, его здоровье ухудшилось, и в 1942 году он покинул службу и арендовал коттедж в сельской местности в Хэмпшире вместе с Эриком Холлом. Там Бэкон продолжал заниматься живописью, но никакие картины того периода не сохранились. В 1943 году Бэкон вернулся в Лондон и поселился в доме № 7 на площади Кромвеля, в Южном Кенсингтоне, где он с Холлом открыл подпольное казино. Вскоре Бэкон познакомился с художником Люсьеном Фрейдом, который стал его близким другом. Они вместе посещали бары, клубы и игорные заведения в Сохо. По признанию Фрейда, они встречались каждый день на протяжении 25 лет с середины 1940-х. Фрейд значительно повлиял на живопись Бэкона: он стал объектом многочисленных полотен, например, «Две фигуры» (1953), «Этюд к портрету Люсьена Фрейда» (1964), «Три этюда к портрету Люсьена Фрейда» (1966), «Три наброска к портрету Люсьена Фрейда» (1969). Их дружба закончилась в начале 1970-х годов в связи с творческими разногласиями: Фрейд называл поздние работы Бэкона «ужасными».

### Успех
В 1944 году Бэкон создал триптих «Три этюда к фигурам у подножия распятия». Работа считается краеугольным камнем в его творчестве, так как именно здесь окончательно сложился характерный стиль, который будет присущ всем последующим работам художника. На полотнах в грубой, кричащей манере изображены три антропоморфных существа на ярко-оранжевом фоне. Основой для фигур послужили фурии — мифические существа, персонажи тетралогии Эсхила «Орестея». Название связывает нарисованных существ со святыми, которые традиционно располагались у подножия распятия в религиозной живописи. Триптих вместе с другой его картиной «Фигура в пейзаже», выставлялся в апреле 1945 года в галерее Лефевр и был восторженно встречен критиками. После этого Бэкона стали рассматривать как талантливого и влиятельного художника. Сам он считал триптих своей первой зрелой работой и до конца жизни препятствовал появлению более ранних произведений на публике. До 1953 года триптих хранился у Эрика Холла, любовника художника, а затем был передан в Галерею Тейт в Лондоне, где выставляется и по сей день. Также, в 1988 году Бэкон написал вторую версию картины. Она в два раза больше оригинала, и цвет фона изменён на кроваво-красный.
Бэкон много путешествовал: в 1946 году он совершил путешествие в Париж, где подробно ознакомился с французским послевоенным искусством и идеями экзистенциализма, а в 1950 и 1952 годах посещал Южную Африку: его мать переехала туда после смерти мужа, а сёстры жили в Южной Родезии. Он был впечатлён африканской природой и культурой: этими мотивами наполнены такие работы, как «Этюд к фигуре в пейзаже» (1952) и серия картин «Сфинкс» (1953—1954). В 1956 году он побывал в Танжере вместе со своим новым любовником Питером Лейси, где познакомился с Уильямом Берроузом и Алленом Гинзбергом.
С конца 1940-х годов о Бэконе стали говорить как об одном из ведущих британских художников, и его работы всё чаще выставлялись на публике. Осенью и зимой 1949 года в галерее Ганновер в Лондоне прошла его первая крупная персональная выставка. Там выставлялись такие полотна, как «Головы I—VI» (1948—1949), «Этюд к человеческому телу» (1949) и «Этюд к портрету» (1949). «Голова VI» — первая картина Бэкона, в основе которой лежит работа Диего Веласкеса «Портрет папы Иннокентия X» 1650 года. Этот образ художник продолжал использовать в своих работах до начала 1960-х годов.
В октябре 1953 Бэкон выставлялся в нью-йоркской галерее Дурлахер: это была его первая выставка в США, а в следующем году состоялась экспозиция на Венецианской биеннале. В 1957 году в Лондоне выставлялись работы по мотивам картин Ван Гога (особенно Бэкон увлёкся вариациями на картину «Художник по дороге в Тараскон»). Успех этой выставки подвигает Галерею изобразительных искусств Мальборо предложить художнику контракт, согласно которому галерея оплатила все его долги, а также взяла на себя обязательство договариваться о выставках. В 1961 году он переехал в дом № 7 по улице Рис Мьюз в Южном Кенсингтоне, и проживал там до конца своих дней. На первом этаже расположилась его мастерская, где в первые же месяцы после переезда Бэкон создал свой первый крупноформатный (198,2 × 144,8 см) триптих под названием «Три этюда к распятию» (1962). В мае 1962 года прошла его персональная выставка в Галерее Тейт.
В конце 1963 года Бэкон познакомился с Джорджем Дайером, который стал его любовником и занял важную позицию в его творчестве. По словам художника, знакомство произошло, когда он застал Дайера, грабящего его дом. Выходец из низов общества, Дайер страдал от алкоголизма и депрессии и в октябре 1971 года совершил самоубийство, приняв смертельную дозу барбитуратов, в номере отеля «Hôtel des Saints-Pères» в Париже, который занимал вместе с художником. Через два дня открылась ретроспективная экспозиция в Гран-Пале, где выставлялось 108 картин, в том числе 11 триптихов, и которая получила высокие оценки критиков и зрителей. В том же году Бэкон возглавил список выдающихся художников современности, составленный французским журналом «Connaissance des Arts». Но, несмотря на профессиональный успех, он был глубоко подавлен и в 1972—1973 годах написал серию из 3 работ, получившую название «Чёрные триптихи», и посвящённую памяти его друга, и наполненную мотивами смерти и скорби. После самоубийства Дайера Бэкон стал чаще обращаться к автопортрету, так как, по его словам, «люди вокруг меня мрут как мухи, и больше некого писать, кроме себя».

### Поздний период
В 1974 году Бэкон познакомился с Джоном Эдвардсом, барменом в одном из клубов в Сохо. Они стали близкими друзьями, и их платоническая связь длилась до самой смерти художника. В последние годы его здоровье ухудшалось: в 1989 году удалили почку, но он продолжал посещать увеселительные заведения и говорил, что «если пьёшь с 15 лет, то нужно радоваться, что осталась хотя бы одна почка». Вопреки советам докторов в начале 1992 года он отправился в поездку в Испанию. По приезде в Мадрид он почувствовал себя плохо и был помещён в больницу, где и умер 28 апреля от сердечного приступа. Из-за его атеистических воззрений поминальная служба не проводилась. Тело было кремировано, а прах развеян. Всё своё имущество, оценивавшееся в 11 млн фунтов, Бэкон завещал Джону Эдвардсу.

## Творчество

### Стиль
Не имея никакого профессионального образования, Бэкон долго выбирал подходящий род деятельности. Он экспериментировал со стилями и жанрами живописи в 1930-х годах, однако сохранилось всего 15 работ того периода. Значительное влияние на его творчество оказали покровители, такие как Рой де Мейстр и Эрик Холл. Своими учителями художник считал классических живописцев: Микеланджело, Рембрандта, Тициана и Энгра. Особенно он выделял Веласкеса и его «Портрет папы Иннокентия X», работы Пикассо и «Избиение младенцев» Никола Пуссена.
Бэкон часто использовал заимствованные образы в своих работах. Так, один из портретов Люсьена Фрейда он писал с фотографии Франца Кафки, утверждая, что в ней «есть что-то от Фрейда».
Некоторые образы постоянно встречаются в творчестве Бэкона: крик, как утверждает сам художник, явился образом-катализатором для его творчества. Бэкон обратил внимание на этот сюжет, увидев фильм Эйзенштейна «Броненосец Потёмкин» и прочитав книгу о болезнях ротовой полости. Впоследствии он обращался к этому мотиву в таких работах, как триптих «Три этюда к фигурам у подножия распятия» и серия картин «Кричащие папы». Жиль Делёз отмечал, что «у Бэкона крик — процесс, когда всё тело выходит через рот». Образ распятия прослеживается в творчестве Бэкона с самого начала и является основополагающим принципом многих работ. Сам художник говорил: «Я не нашёл ещё более подходящей темы для выражения человеческих чувств». Источником сюжета послужили Изенгеймский алтарь и «Распятие» Чимабуэ из базилики Санта-Кроче, однако, пытаясь не изобразить религиозное событие, но передать представление человека о самом себе, художник интерпретировал их по-своему. Примерами использования этого образа являются такие картины, как «Распятие, 1933», «Фрагмент распятия» (1950) и «Три этюда к распятию» (1962). Зачастую фигура, изображённая на картине, заключена в трёхмерную фигуру-клетку. Этот образ проистекает из работы швейцарского скульптора Альберто Джакометти «Клетка» (1950). С ним художник познакомился в начале 1960-х годов в одном из кафе в Париже. Бэкону показалось удивительным, что тот, несмотря на богатство и признание, продолжал усердно работать в маленькой мастерской около вокзала Монпарнас. Их дружба закончилась со смертью Джакометти в 1966 году.
Бэкон никогда не писал с натуры, а использовал в качестве основы фотографии. Он говорил: «С момента изобретения фотографии живопись действительно полностью изменилась. В моей студии повреждённые фотографии разбросаны по полу — я использовал их, чтобы написать портреты друзей, а затем сохранил. Для меня проще писать с записей, чем с самих людей — так я могу работать в одиночку и чувствовать себя свободнее. Когда я работаю, то не хочу видеть никого, даже моделей. Эти фотографии для меня как записи на память — они помогают мне передать определённые черты, определённые детали».
Зачастую Бэкон использовал работы Джона Дикина — фотографа британского издания журнала «Vogue», с которым художник познакомился около 1950 года в одном из клубов Лондона, а также фотографии Эдварда Мейбриджа, известного американского фотографа XIX века. По фотографиям Дикина Бэкон создал серию портретов своих друзей: Люсьена Фрейда, Генриетты Мораес, Изабеллы Роусторн.

### Основные работы
«Картина (1946)»
Написана на льняном полотне. О ней Бэкон упоминает в интервью: «Это произошло случайно. Я пытался нарисовать птицу, садящуюся на поле. Это должно было быть как-то связано с теми фигурами, что я писал ранее, но внезапно линия, которую я рисовал, пошла в абсолютно другом направлении, и вокруг этого выросла вся картина. У меня не было намерения рисовать ничего такого, тут как будто одна случайность переходила в другую». Произведение было приобретено арт-дилером Грэхема Сазерленда Эрикой Браузен осенью 1946 года за 200 фунтов, а в 1948 году его купил Альфред Барр для коллекции Нью-Йоркского музея современного искусства, где оно находится до сих пор.
«Этюд по портрету папы Иннокентия X работы Веласкеса» (1953)
Вдохновлённый работой Диего Веласкеса, Бэкон до начала 1960-х годов написал около сорока полотен на подобный сюжет, получивших название «Кричащие папы». На картине папа, как и на оригинале, сидит в кресле, облачённый в белые одежды. Однако, его головной убор и накидка у Бэкона фиолетового цвета, а занавеси, создающие фон, более тёмные и заходят на фигуру папы. Его рот раскрыт — создаётся впечатление крика, приглушаемого тяжёлыми портьерами и тёмным, насыщенным цветом. В своей работе «Логика ощущения» французский философ Жиль Делёз приводит картину как пример «творческого переосмысления классического произведения».
С 1980 года произведение экспонируется в Центре Искусств города Де-Мойн, штат Айова, США.
Триптих «Три наброска к портрету Люсьена Фрейда» (1969)
Триптих написан в период близкой дружбы и плодотворного сотрудничества двух художников. На каждом полотне изображена искажённая фигура Фрейда, сидящая на тростниковом стуле и заключённая в геометрическую призму-клетку, на изогнутом коричнево-оранжевом фоне. Позади находится спинка кровати, отсылающая к фотографии, сделанной Джоном Дикином, которой Бэкон пользовался при работе. Цветовая гамма здесь ярче, чем в других картинах художника.
Впервые картина экспонировалась в 1970 году в Турине, а затем выставлялась на большой ретроспективе в Гран-Пале в Париже в 1971—1972 годах. С середины 1970-х годов составные части экспонировались раздельно, чем Бэкон был очень опечален.
С 1999 года благодаря итальянскому коллекционеру Франческо де Симоне Никезе полотна вновь были собраны вместе. После временной экспозиции в октябре 2013 года, 12 ноября триптих был продан на аукционе Кристис в Нью-Йорке за 142,4 миллиона долларов, став самой дорогой картиной, проданной на аукционе. Её приобрела жена владельца казино в Лас-Вегасе Элейн Уинн.
Чёрные триптихи («В память Джорджа Дайера», «Триптих, август 1972 г.» и «Триптих май — июнь»)
Эти работы объединяют в одну серию, так как они созданы за короткий период после смерти любовника художника Джорджа Дайера осенью 1971 года, и им присущи сходный формат, тематика и стилевое оформление. В них отображены обстоятельства смерти и скорбь по утрате. Бэкон говорил: «Люди говорят, что смерть забывается, но это не так. В конце концов, моя жизнь очень несчастлива, потому что все люди, которых я действительно любил, умерли. Но я не перестаю думать о них — время не лечит».
В настоящее время триптих, созданный в 1972 году, и «В память Джорджа Дайера» экспонируются в Галерее Тейт, а «Триптих май — июнь» в 1989 году был продан швейцарскому коллекционеру за 6,3 млн фунтов.

### Арт-рынок
В наше время работы Бэкона пользуются высоким спросом у коллекционеров: в 2007 году семья шейха Катара приобрела «Этюд к портрету папы Иннокентия X на красном фоне» за 53 миллиона долларов, а в следующем году «Триптих, 1976» был куплен на аукционе Сотбис Романом Абрамовичем за 86,3 млн. В ноябре 2013 года картина «Три наброска к портрету Люсьена Фрейда» (1969) была продана за рекордную цену в 142,4 миллиона долларов. В феврале 2014 года анонимный покупатель из Америки приобрёл «Портрет говорящего Джорджа Дайера» (1966) за 70 млн долларов. В мае триптих «Три этюда к портрету Джона Эдвардса» (1984) был продан на аукционе Кристис за 80,8 миллиона долларов.
10 октября 2024 года в лондонской National Portrait Gallery открылась большая ретроспективная выставка Фрэнсиса Бэкона.

## В кинематографе, театре и литературе
Об отношениях художника и Джорджа Дайера повествует фильм 1998 года «Любовь — это дьявол. Штрихи к портрету Ф. Бэкона», где главные роли исполняют Дерек Джейкоби и Дэниел Крейг.
Подробную биографию художника, озаглавленную «Фрэнсис Бэкон: Анатомия загадки», написал Майкл Пеппиат. Кроме того, творчество Бэкона было подвергнуто анализу французским философом Жилем Делёзом в работе «Фрэнсис Бэкон: Логика ощущения» (1981). Писатель Джонатан Литтелл посвятил творчеству художника книгу «Триптих. Три этюда о Фрэнсисе Бэконе» (2010).
В 2015 году в Берне Тим Берен и Флориан Пачовски (они образуют творческий союз Overhead Project) поставили балет «Фрэнсис Бэкон».